# Liste der Inseln in Puerto Rico

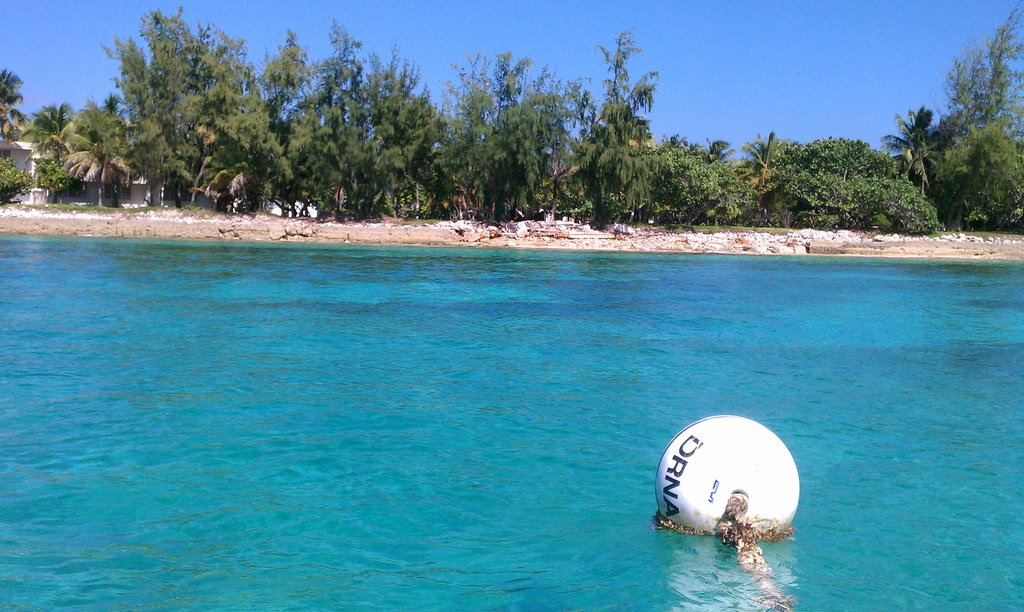
Cayo Lobos

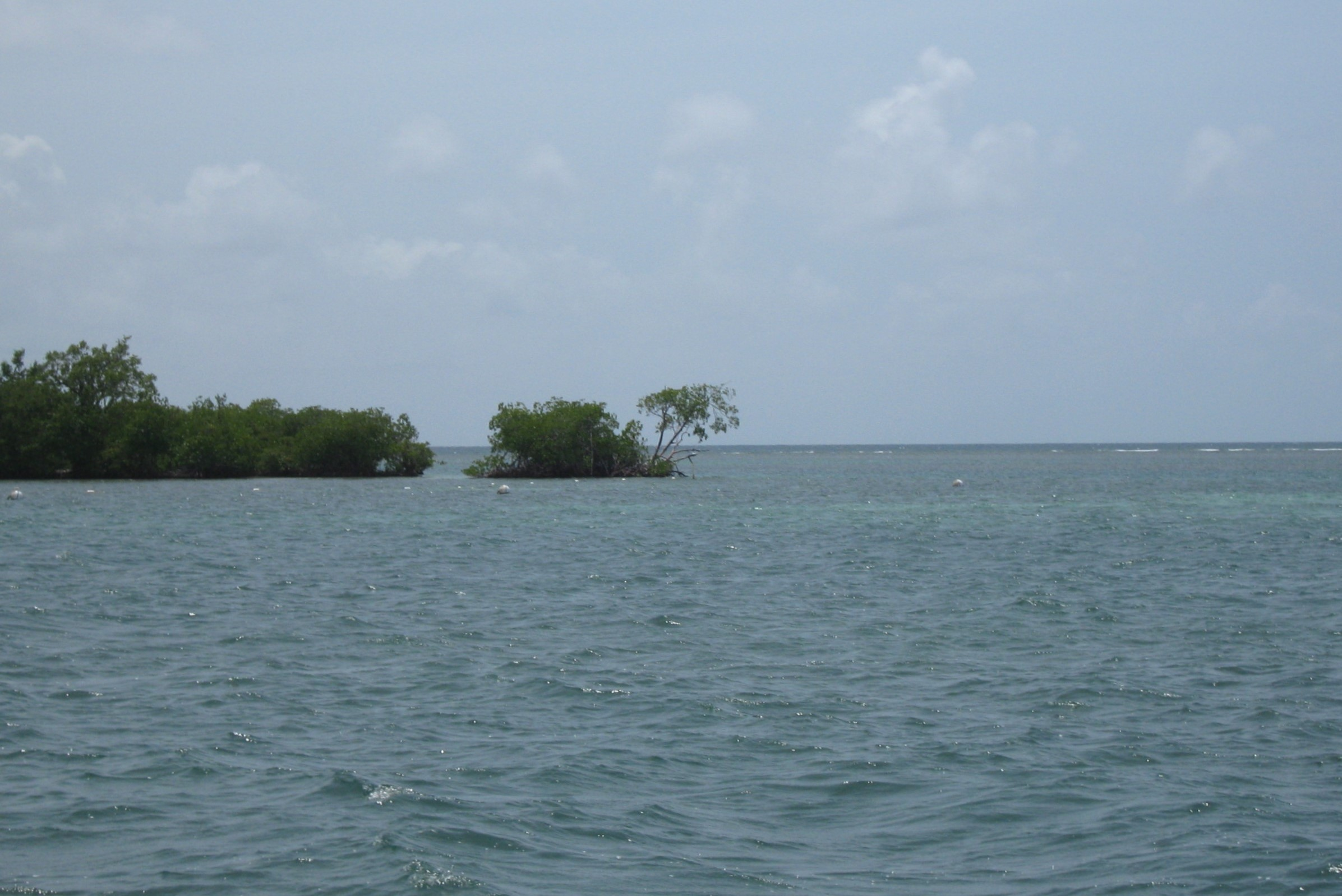
Cayo Aurora

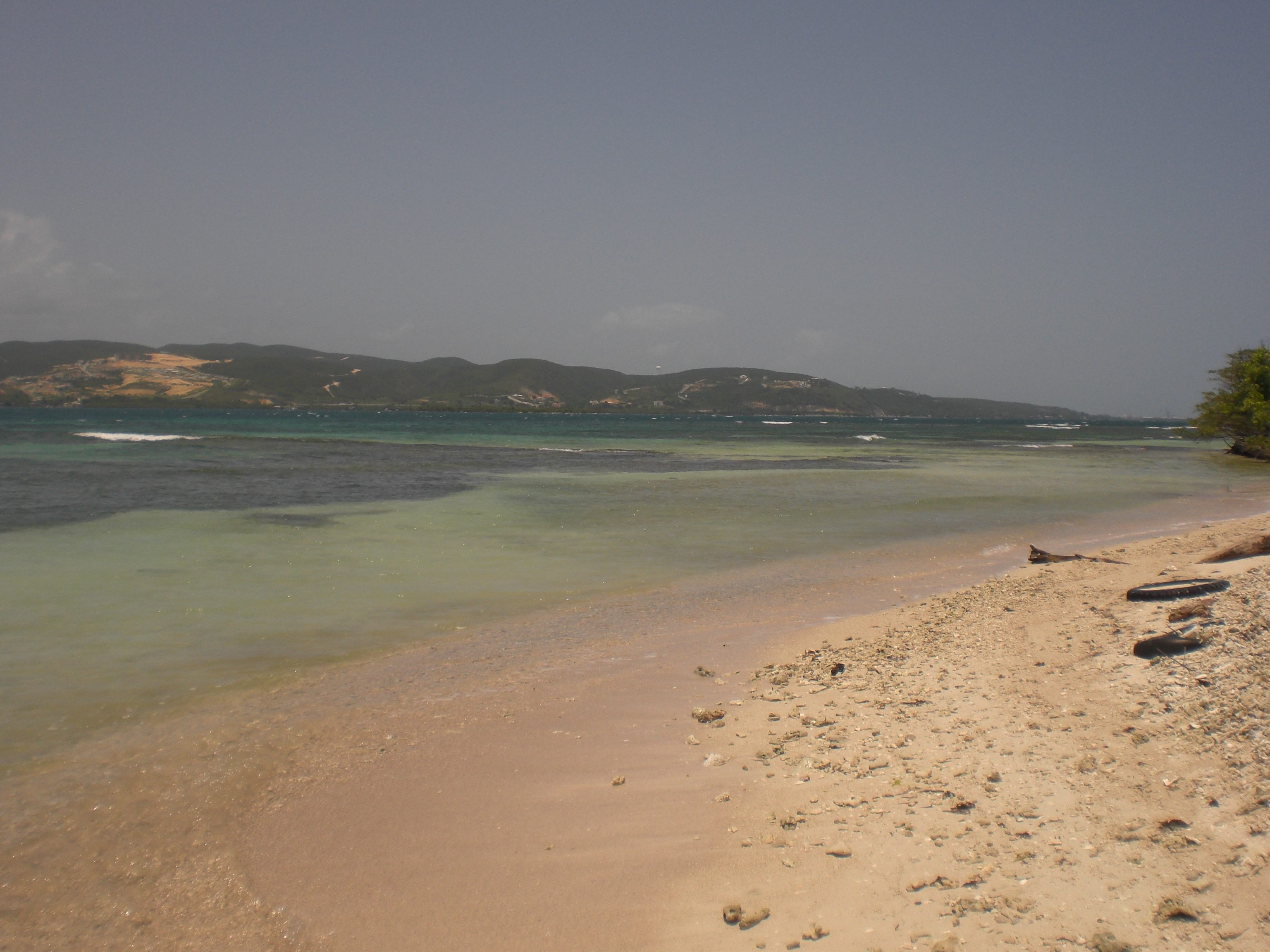
Cayo Caribe in Peñuelas

Liste der Inseln in Puerto Rico (große Antillen)
Der Commonwealth of Puerto Rico weist über 149 Inseln, Cays, Eilande und Atolle auf. Bewohnt sind die gleichnamige Hauptinsel Puerto Rico, Vieques und Culebra. Caja de Muertos ist ein Naturreservat des Department of Natural and Environmental Resources. Die Insel Desecheo ist ebenfalls ein Naturreservat, das vom United States Fish and Wildlife Service administriert wird.

## Liste
- Karte mit allen Koordinaten:
- OSM |
- WikiMap

| Bezeichnung                    | GNIS ID | Koordinaten                   | Kommune      | Geographische Breite | Geographische Länge |
| ------------------------------ | ------- | ----------------------------- | ------------ | -------------------- | ------------------- |
| Puerto Rico (Hauptinsel)       |         | 18° 15′ 0″ N, 66° 30′ 0″ W    |              |                      |                     |
| Alcarraza                      | 1609495 | 18° 21′ 40″ N, 65° 22′ 9″ W   | Culebra      |                      |                     |
| Bajo Evelyn                    | 1612972 | 18° 9′ 5″ N, 65° 44′ 28″ W    | Naguabo      | 180905N              | 0654428W            |
| Cabeza de Perro                | 1613398 | 18° 14′ 54″ N, 65° 34′ 39″ W  | Ceiba        | 181454N              | 0653439W            |
| Cayo Ahogado                   | 1609807 | 18° 19′ 21″ N, 65° 37′ 10″ W  | Fajardo      | 181921N              | 0653710W            |
| Cayo Alfeñique                 | 1613030 | 17° 55′ 37″ N, 66° 21′ 7″ W   | Santa Isabel | 175537N              | 0662107W            |
| Cayo Algodones                 | 1609808 | 18° 11′ 34″ N, 65° 41′ 1″ W   | Naguabo      | 181134N              | 0654101W            |
| Cayo Arenas                    | 1609809 | 17° 57′ 35″ N, 66° 40′ 27″ W  | Ponce        | 175735N              | 0664027W            |
| Cayo Ballena                   | 1613031 | 18° 20′ 50″ N, 65° 14′ 12″ W  | Culebra      | 182051N              | 0651413W            |
| Cayo Batata                    | 1609810 | 18° 6′ 56″ N, 65° 46′ 16″ W   | Humacao      | 180656N              | 0654617W            |
| Cayo Bayo                      | 1609811 | 17° 58′ 18″ N, 67° 3′ 41″ W   | Lajas        | 175817N              | 0670340W            |
| Cayo Berbería                  | 1609812 | 17° 55′ 42″ N, 66° 27′ 21″ W  | Juana Díaz   | 175543N              | 0662725W            |
| Cayo Botella                   | 1613032 | 18° 19′ 30″ N, 65° 14′ 27″ W  | Culebra      | 181930N              | 0651427W            |
| Cayo Botijuela                 | 2575431 | 18° 22′ 17″ N, 65° 22′ 36″ W  | Culebra      | 182225N              | 0652237W            |
| Cayo Cabritas                  | 1609813 | 18° 13′ 14″ N, 65° 36′ 6″ W   | Ceiba        | 181315N              | 0653606W            |
| Cayo Caracoles                 | 1609814 | 18° 13′ 14″ N, 65° 36′ 6″ W   | Lajas        | 175736N              | 0670218W            |
| Cayo Caribe                    | 1609815 | 17° 58′ 14″ N, 66° 43′ 57″ W  | Peñuelas     | 175812N              | 0664358W            |
| Cayo Chiva                     | 1612887 | 18° 6′ 21″ N, 65° 24′ 56″ W   | Vieques      | 180621N              | 0652458W            |
| Cayo Collado                   | 1609816 | 17° 57′ 45″ N, 67° 2′ 7″ W    | Lajas        | 175745N              | 0670208W            |
| Cayo Conejo                    | 2575421 | 18° 7′ 20″ N, 65° 18′ 29″ W   | Vieques      | 180727N              | 0651830W            |
| Cayo Corral                    | 1613034 | 18° 5′ 13″ N, 67° 12′ 54″ W   | Lajas        | 175609N              | 0670110W            |
| Cayo Desgraciado               | 2575420 | 17° 57′ 57″ N, 66° 33′ 56″ W  | Ponce        | 175757N              | 0663356W            |
| Cayo Diablo                    | 1609817 | 18° 21′ 44″ N, 65° 31′ 52″ W  | Fajardo      | 182145N              | 0653153W            |
| Cayo Don Luis                  | 1609818 | 17° 56′ 37″ N, 66° 58′ 17″ W  | Guánica      | 175638N              | 0665818W            |
| Cayo Enrique                   | 1609819 | 17° 57′ 12″ N, 67° 2′ 48″ W   | Lajas        | 175712N              | 0670248W            |
| Cayo Fanduca                   | 1613035 | 18° 5′ 13″ N, 67° 12′ 54″ W   | Cabo Rojo    | 180513N              | 0671254W            |
| Cayo Icacos                    | 1613037 | 18° 23′ 11″ N, 65° 35′ 20″ W  | Fajardo      | 182311N              | 0653520W            |
| Cayo Jalova                    | 1609820 | 18° 7′ 6″ N, 65° 21′ 31″ W    | Vieques      | 180707N              | 0652132W            |
| Cayo Jalovita                  | 1609821 | 18° 6′ 56″ N, 65° 21′ 16″ W   | Vieques      | 180657N              | 0652117W            |
| Cayo Largo                     | 1609822 | 18° 18′ 55″ N, 65° 34′ 43″ W  | Fajardo      | 181855N              | 0653443W            |
| Cayo Lobito                    | 1613038 | 18° 20′ 2″ N, 65° 23′ 32″ W   | Culebra      | 182003N              | 0652334W            |
| Cayo Lobo                      | 1613039 | 18° 19′ 27″ N, 65° 22′ 38″ W  | Culebra      | 181928N              | 0652239W            |
| Cayo Lobos                     | 1609823 | 18° 22′ 37″ N, 65° 34′ 12″ W  | Fajardo      | 182239N              | 0653412W            |
| Cayo María Langa               | 1613040 | 17° 57′ 57″ N, 66° 45′ 5″ W   | Guayanilla   | 175756N              | 0664501W            |
| Cayo Mata                      | 1609825 | 17° 59′ 21″ N, 66° 45′ 49″ W  | Guayanilla   | 175921N              | 0664549W            |
| Cayo Mata                      | 1609824 | 17° 57′ 11″ N, 66° 17′ 40″ W  | Salinas      | 175711N              | 0661740W            |
| Cayo Mata Seca                 | 1613041 | 17° 57′ 42″ N, 67° 0′ 34″ W   | Lajas        | 175740N              | 0670034W            |
| Cayo Matias                    |         |                               | Salinas      |                      |                     |
| Cayo Matojo                    | 1613042 | 18° 20′ 11″ N, 65° 17′ 24″ W  | Culebra      | 182011N              | 0651724W            |
| Cayo Morrillo                  | 1609826 | 17° 55′ 38″ N, 66° 16′ 21″ W  | Salinas      | 175537N              | 0661623W            |
| Cayo Norte                     | 1613043 | 18° 20′ 17″ N, 65° 15′ 22″ W  | Culebra      | 182013N              | 0651524W            |
| Cayo Obispo                    |         |                               | Fajardo      |                      |                     |
| Cayo Palomas                   | 1609827 | 17° 58′ 27″ N, 66° 44′ 50″ W  | Peñuelas     | 175829N              | 0664456W            |
| Cayo Parguera                  | 1609828 | 17° 58′ 45″ N, 66° 43′ 1″ W   | Peñuelas     | 175843N              | 0664303W            |
| Cayo Pirata                    | 1613044 | 18° 18′ 21″ N, 65° 17′ 44″ W  | Culebra      | 181823N              | 0651744W            |
| Cayo Piñerito                  | 1609829 | 18° 14′ 42″ N, 65° 35′ 41″ W  | Ceiba        | 181442N              | 0653541W            |
| Cayo Puerca                    | 1613045 | 17° 55′ 46″ N, 66° 14′ 12″ W  | Salinas      | 175546N              | 0661413W            |
| Cayo Ratones                   | 1609831 | 18° 22′ 56″ N, 65° 34′ 48″ W  | Fajardo      | 182257N              | 0653449W            |
| Cayo Ratones                   | 1609830 | 18° 7′ 0″ N, 67° 11′ 18″ W    | Cabo Rojo    | 180701N              | 0671118W            |
| Cayo Ratón                     | 1613046 | 18° 18′ 50″ N, 65° 21′ 11″ W  | Culebra      | 181851N              | 0652112W            |
| Cayo Real                      | 1613027 | 18° 5′ 19″ N, 65° 28′ 22″ W   | Vieques      | 180519N              | 0652822W            |
| Cayo Río                       | 1613048 | 17° 58′ 57″ N, 66° 44′ 17″ W  | Peñuelas     | 175857N              | 0664417W            |
| Cayo Santiago                  | 1609832 | 18° 9′ 23″ N, 65° 44′ 1″ W    | Humacao      | 180923N              | 0654403W            |
| Cayo Sombrerito                | 1613049 | 18° 20′ 15″ N, 65° 14′ 43″ W  | Culebra      | 182016N              | 0651444W            |
| Cayo Terremoto                 | 1612960 | 17° 55′ 49″ N, 66° 58′ 25″ W  | Guánica      | 175548N              | 0665821W            |
| Cayo Tiburón                   | 1613050 | 18° 20′ 42″ N, 65° 14′ 16″ W  | Culebra      | 182042N              | 0651417W            |
| Cayo Tuna                      | 2575419 | 18° 20′ 15″ N, 65° 23′ 35″ W  | Culebra      | 182015N              | 0652335W            |
| Cayo Verde                     | 1613051 | 18° 18′ 24″ N, 65° 17′ 26″ W  | Culebra      | 181825N              | 0651726W            |
| Cayo Vieques                   | 1609833 | 17° 57′ 51″ N, 67° 4′ 15″ W   | Lajas        | 175751N              | 0670415W            |
| Cayo Yerba                     | 1613052 | 18° 19′ 8″ N, 65° 21′ 14″ W   | Culebra      | 181908N              | 0652114W            |
| Cayo de Luis Peña              | 1613028 | 18° 18′ 22″ N, 65° 19′ 56″ W  | Culebra      | 181823N              | 0651959W            |
| Cayo de Tierra                 | 1612886 | 18° 5′ 20″ N, 65° 28′ 2″ W    | Vieques      | 180520N              | 0652802W            |
| Cayo del Agua                  | 1992542 | 18° 18′ 40″ N, 65° 20′ 51″ W  | Culebra      | 181840N              | 0652051W            |
| Cayos Cabezazos                | 1613054 | 17° 55′ 18″ N, 66° 22′ 58″ W  | Santa Isabel | 175518N              | 0662259W            |
| Cayos Caribes                  | 1613055 | 17° 55′ 38″ N, 66° 12′ 44″ W  | Guayama      | 175538N              | 0661244W            |
| Cayos Geniquí                  | 1613057 | 18° 20′ 17″ N, 65° 13′ 54″ W  | Culebra      | 182018N              | 0651354W            |
| Cayos de Barca                 | 1609834 | 17° 54′ 59″ N, 66° 14′ 23″ W  | Salinas      | 175459N              | 0661423W            |
| Cayos de Caracoles             | 1613053 | 17° 55′ 42″ N, 66° 21′ 59″ W  | Santa Isabel | 175542N              | 0662159W            |
| Cayos de Caña Gorda            | 1609835 | 17° 56′ 32″ N, 66° 52′ 17″ W  | Guánica      | 175632N              | 0665217W            |
| Cayos de Pájaros               | 1609836 | 17° 55′ 24″ N, 66° 15′ 40″ W  | Salinas      | 175524N              | 0661540W            |
| Cayos de Ratones               | 1609837 | 17° 56′ 6″ N, 66° 17′ 34″ W   | Salinas      | 175606N              | 0661734W            |
| El Ancón                       | 1613383 | 18° 21′ 6″ N, 65° 20′ 35″ W   | Culebra      | 182106N              | 0652035W            |
| El Mono                        | 1610244 | 18° 19′ 3″ N, 65° 22′ 6″ W    | Culebra      | 181904N              | 0652206W            |
| Gata Islets                    | 2575433 | 17° 58′ 0″ N, 66° 37′ 0″ W    | Ponce        | 175800N              | 0663700W            |
| Cayo Aurora (Gilligans Island) | 1992706 | 17° 56′ 30″ N, 66° 52′ 21″ W  | Guánica      | 175633N              | 0665216W            |
| Isla Ballena                   | 1991536 | 17° 56′ 41″ N, 66° 52′ 1″ W   | Guánica      | 175641N              | 0665201W            |
| Isla Cabras                    | 1611178 | 18° 12′ 44″ N, 65° 36′ 9″ W   | Ceiba        | 181244N              | 0653609W            |
| Isla Caja de Muertos           | 1611179 | 17° 53′ 41″ N, 66° 31′ 12″ W  | Ponce        | 175341N              | 0663112W            |
| Isla Chiva                     | 1612909 | Koordinaten fehlen! Hilf mit. | Vieques      | 180626N              | 0652303W            |
| Isla Cueva                     | 1611180 | 17° 57′ 44″ N, 67° 4′ 49″ W   | Lajas        | 175744N              | 0670449W            |
| Isla Culebrita                 | 1611181 | 18° 18′ 58″ N, 65° 13′ 45″ W  | Culebra      | 181853N              | 0651344W            |
| Isla Desecheo                  | 2575416 | 18° 23′ 3″ N, 67° 28′ 52″ W   | Mayagüez     | 182320N              | 0672830W            |
| Isla Guachinanga               | 1611183 | Koordinaten fehlen! Hilf mit. | San Juan     | 182548N              | 0660208W            |
| Isla Guayacán                  | 1611184 | 17° 57′ 22″ N, 67° 5′ 23″ W   | Lajas        | 175727N              | 0670525W            |
| Isla La Cancora                | 1611185 | 18° 27′ 57″ N, 65° 59′ 51″ W  | Loíza        | 182757N              | 0655951W            |
| Isla Magueyes                  | 1611186 | 17° 58′ 7″ N, 67° 2′ 38″ W    | Lajas        | 175808N              | 0670239W            |
| Isla Mata la Gata              |         | Koordinaten fehlen! Hilf mit. | Lajas        |                      |                     |
| Isla Matei                     | 1611187 | 17° 58′ 4″ N, 67° 0′ 28″ W    | Lajas        | 175804N              | 0670028W            |
| Isla Monito                    | 1613131 | 18° 9′ 35″ N, 67° 56′ 57″ W   | Mayagüez     | 180941N              | 0675659W            |
| Morrillito                     | 1611189 | 17° 52′ 56″ N, 66° 32′ 0″ W   | Ponce        | 175256N              | 0663200W            |
| Isla Palominitos               | 1611190 | 18° 20′ 20″ N, 65° 34′ 2″ W   | Fajardo      | 182020N              | 0653402W            |
| Isla Palominos                 | 1611191 | 18° 20′ 53″ N, 65° 34′ 5″ W   | Fajardo      | 182055N              | 0653405W            |
| Isla Piedra                    | 1611192 | Koordinaten fehlen! Hilf mit. | San Juan     | 182753N              | 0660242W            |
| Isla Piñeros                   | 1613132 | 18° 15′ 4″ N, 65° 35′ 28″ W   | Ceiba        | 181508N              | 0653529W            |
| Isla Puerca                    | 1611193 | Koordinaten fehlen! Hilf mit. | Santa Isabel | 175733N              | 0662148W            |
| Isla San Juan                  | 1613356 | 18° 27′ 53″ N, 66° 6′ 13″ W   | Bayamón      | 182758N              | 0660614W            |
| Isla Verde                     | 1611194 | 18° 26′ 54″ N, 66° 1′ 0″ W    | Carolina     | 182653N              | 0660100W            |
| Isla Yallis                    | 1612911 | Koordinaten fehlen! Hilf mit. | Vieques      | 180853N              | 0651833W            |
| Isla de Cabras                 | 1611175 | Koordinaten fehlen! Hilf mit. | Toa Baja     | 182815N              | 0660811W            |
| Isla de Cardona                | 1613033 | 17° 57′ 25″ N, 66° 38′ 5″ W   | Ponce        | 175726N              | 0663806W            |
| Isla de Cerro Gordo            | 1611176 | Koordinaten fehlen! Hilf mit. | Vega Alta    | 182911N              | 0662056W            |
| Isla de Culebra                | 1611182 | 18° 19′ 1″ N, 65° 17′ 24″ W   | Culebra      | 181853N              | 0651659W            |
| Isla de Jueyes                 | 2575428 | 17° 57′ 36″ N, 66° 35′ 15″ W  | Ponce        | 175740N              | 0663524W            |
| Isla de Mona                   | 1611188 | 18° 4′ 53″ N, 67° 53′ 29″ W   | Mayagüez     | 180453N              | 0675329W            |
| Isla de Ramos                  | 1611177 | 18° 18′ 47″ N, 65° 36′ 36″ W  | Fajardo      | 181846N              | 0653635W            |
| Isla de Ratones                | 1613047 | 17° 57′ 10″ N, 66° 40′ 51″ W  | Ponce        | 175711N              | 0664052W            |
| Isla de Vieques                | 1612910 | Koordinaten fehlen! Hilf mit. | Vieques      | 180723N              | 0652459W            |
| Isla de las Palomas            | 1611174 | Koordinaten fehlen! Hilf mit. | Toa Baja     | 182834N              | 0661119W            |
| Isla del Frio                  | 1613056 | Koordinaten fehlen! Hilf mit. | Ponce        | 175744N              | 0663319W            |
| Island of Puerto Rico          | 1848460 | Koordinaten fehlen! Hilf mit. | Orocovis     | 181458N              | 0663004W            |
| Isleta Marina                  | 2575427 | 18° 20′ 23″ N, 65° 37′ 5″ W   | Fajardo      | 182023N              | 0653705W            |
| Isleta de San Juan             | 1991538 | Koordinaten fehlen! Hilf mit. | San Juan     | 182751N              | 0660551W            |
| Isletas de Garzas              | 1611196 | Koordinaten fehlen! Hilf mit. | Vega Baja    | 182923N              | 0662229W            |
| Islote Número dos              | 1613133 | 18° 26′ 27″ N, 65° 58′ 38″ W  | Carolina     | 182628N              | 0655842W            |
| Islote de Juan Pérez           | 1611198 | Koordinaten fehlen! Hilf mit. | Loíza        | 182610N              | 0655604W            |
| La Blanquilla                  | 1611235 | Koordinaten fehlen! Hilf mit. | Fajardo      | 182216N              | 0653314W            |
| La Cordillera                  | 1611243 | Koordinaten fehlen! Hilf mit. | Fajardo      | 182253N              | 0653359W            |
| Las Cabritas                   | 1611352 | Koordinaten fehlen! Hilf mit. | Toa Baja     | 182824N              | 0660804W            |
| Las Cucarachas                 | 1611365 | Koordinaten fehlen! Hilf mit. | Fajardo      | 182402N              | 0653642W            |
| Las Hermanas                   | 1611370 | 18° 18′ 53″ N, 65° 21′ 9″ W   | Culebra      | 181853N              | 0652109W            |
| Las Lavanderas                 | 2575426 | 18° 16′ 0″ N, 65° 33′ 0″ W    | Ceiba        | 181600N              | 0653300W            |
| Las Lavanderas del Este        | 1611371 | 18° 15′ 55″ N, 65° 32′ 23″ W  | Ceiba        | 181555N              | 0653223W            |
| Las Lavanderas del Oeste       | 1611372 | 18° 15′ 42″ N, 65° 33′ 32″ W  | Ceiba        | 181543N              | 0653333W            |
| Los Farallones                 | 1611428 | Koordinaten fehlen! Hilf mit. | Fajardo      | 182353N              | 0653554W            |
| Los Gemelos                    | 1611429 | Koordinaten fehlen! Hilf mit. | Culebra      | 182131N              | 0652142W            |
| Los Negritos                   | 1611437 | 18° 29′ 36″ N, 66° 36′ 18″ W  | Arecibo      | 182936N              | 0663617W            |
| Mata Redonda                   | 1611489 | Koordinaten fehlen! Hilf mit. | Guayama      | 175703N              | 0661222W            |
| Pelaíta                        | 1613156 | Koordinaten fehlen! Hilf mit. | Culebra      | 181758N              | 0651509W            |
| Pelá                           | 1613155 | Koordinaten fehlen! Hilf mit. | Culebra      | 181751N              | 0651501W            |
| Peñon Brusi                    | 1611647 | 18° 29′ 32″ N, 66° 51′ 16″ W  | Camuy        | 182933N              | 0665118W            |
| Peñon de Afuera                | 1611645 | 18° 29′ 33″ N, 66° 52′ 9″ W   | Camuy        | 182934N              | 0665210W            |
| Peñon de San Jorge             | 1611646 | Koordinaten fehlen! Hilf mit. | San Juan     | 182811N              | 0660529W            |
| Piedra Stevens                 | 1613163 | Koordinaten fehlen! Hilf mit. | Culebra      | 182131N              | 0652051W            |
| Piedra del Norte               | 1613162 | 18° 19′ 15″ N, 65° 13′ 24″ W  | Culebra      | 181915N              | 0651324W            |
| Piragua de Adentro             | 1611675 | 18° 16′ 7″ N, 65° 31′ 52″ W   | Ceiba        | 181606N              | 0653153W            |
| Piragua de Afuera              | 1613390 | 18° 16′ 21″ N, 65° 30′ 33″ W  | Ceiba        | 181622N              | 0653032W            |
| Punta Larga                    | 1611824 | Koordinaten fehlen! Hilf mit. | Loíza        | 182650N              | 0655855W            |
| Punta Mosquitos                | 1611840 | Koordinaten fehlen! Hilf mit. | Loíza        | 182641N              | 0655833W            |
| Roca Alcatraz                  | 1612949 | Koordinaten fehlen! Hilf mit. | Vieques      | 180724N              | 0651804W            |
| Roca Cocinera                  | 1612633 | 18° 28′ 48″ N, 66° 42′ 13″ W  | Arecibo      | 182848N              | 0664214W            |
| Roca Cucaracha                 | 1612950 | 18° 9′ 17″ N, 65° 19′ 22″ W   | Vieques      | 180917N              | 0651922W            |
| Roca Culumna                   | 1613382 | Koordinaten fehlen! Hilf mit. | Culebra      | 181958N              | 0652331W            |
| Roca Ola                       | 1612636 | 17° 56′ 51″ N, 67° 10′ 56″ W  | Cabo Rojo    | 175651N              | 0671056W            |
| Roca Resuello                  | 1612637 | 18° 28′ 42″ N, 66° 43′ 6″ W   | Arecibo      | 182842N              | 0664306W            |
| Roca Speck                     | 1613369 | Koordinaten fehlen! Hilf mit. | Culebra      | 181935N              | 0651550W            |
| Roca Velásquez                 | 1612638 | 18° 1′ 24″ N, 67° 10′ 40″ W   | Cabo Rojo    | 180124N              | 0671040W            |
| Tres Hermanas                  | 1612790 | 18° 29′ 28″ N, 66° 34′ 29″ W  | Barceloneta  | 182928N              | 0663428W            |
| Tres Hermanos                  | 1612791 | 18° 28′ 53″ N, 66° 42′ 11″ W  | Arecibo      | 182854N              | 0664212W            |